# Svea livgardes församling
Svea livgardes församling var en militärförsamling vid Svea livgarde 1791–1927. Mellan åren 1890 och 1892 uppfördes Gustaf Adolfskyrkan i Stockholm för församlingens räkning. 
I och med försvarsbeslutet 1925 avvecklades de flesta militärförsamlingar och församlingen lades ned den 30 april 1927.